# Ewald Stadler

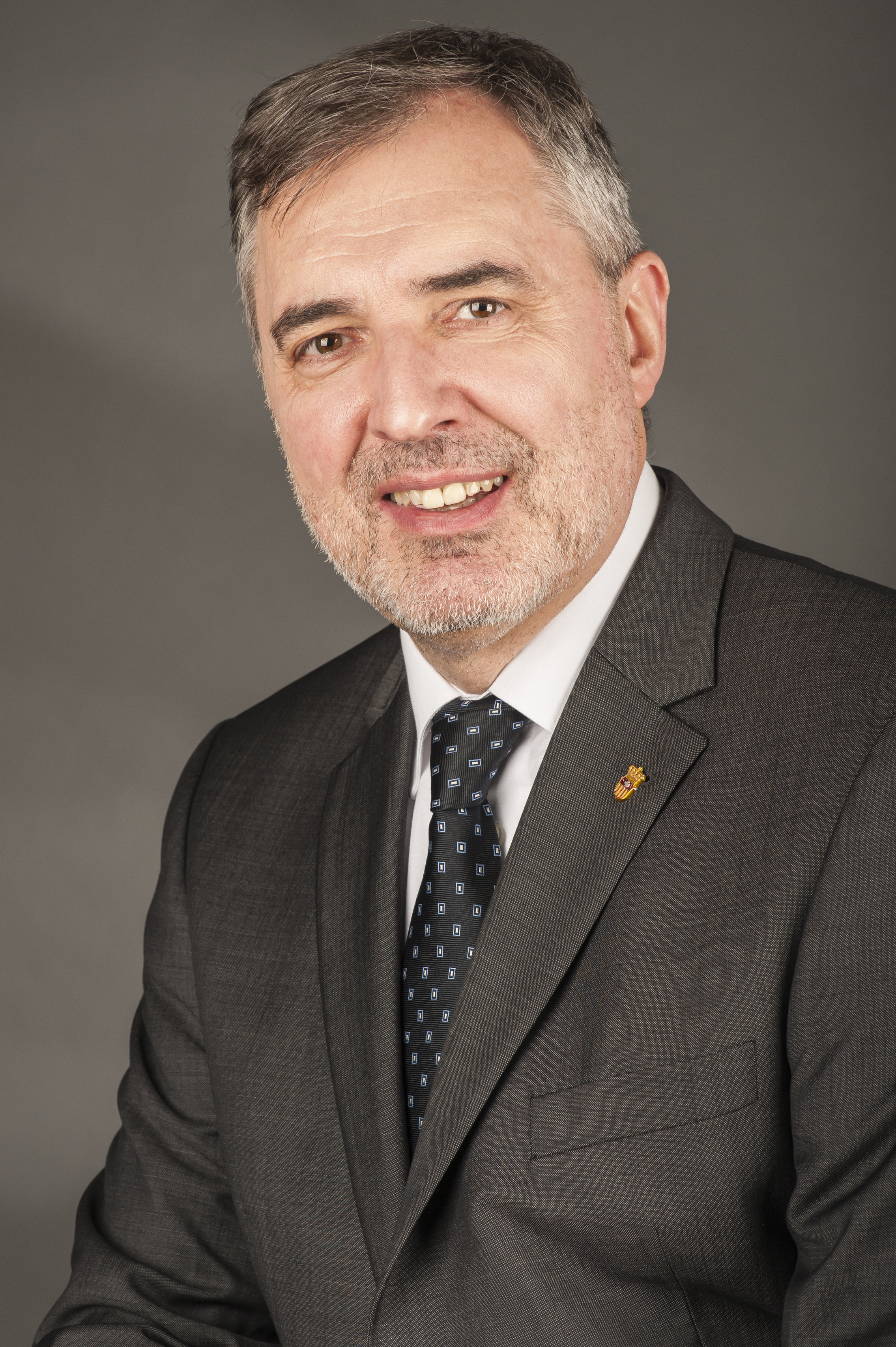
Ewald Stadler (2014)

Johann Ewald Stadler (* 21. Mai 1961 in Mäder, Vorarlberg) ist ein österreichischer Politiker, der bis 2007 der FPÖ, dann dem BZÖ und von 2013 bis zur Auflösung der Partei 2016 den Reformkonservativen (REKOS) angehörte. Er war 1994 bis 1999 und 2006 bis 2011 Abgeordneter zum österreichischen Nationalrat, von 2001 bis 2006 Volksanwalt sowie von 2011 bis 2014 Mitglied des Europäischen Parlaments.

## Leben

### Ausbildung und Beruf
Nach der Schulzeit arbeitete Johann Ewald Stadler zunächst als Vertragsbediensteter beim Finanzamt Feldkirch und erwarb neben seiner Berufstätigkeit die Hochschulreife. Danach studierte er Rechtswissenschaften an der Universität Innsbruck (Mag. iur., 1990) und trat während des Studiums der fakultativ-schlagenden Universitätssängerschaft Skalden zu Innsbruck bei.
2007/2008 absolvierte Stadler das Gerichtsjahr am Bezirksgericht Krems an der Donau. Seit 2009 ist er Rechtsanwaltsanwärter in einer Kanzlei in Neulengbach. Stadler ist verheiratet und hat sechs Kinder.

### Gesellschaftliche Einordnung
Ewald Stadler stand der katholisch-traditionalistischen Priesterbruderschaft St. Pius X. (für die er bis zum 11. April 2008 Vorstandsmitglied ihrer Stiftung war) nahe, einer Gemeinschaft, welche die im Zweiten Vatikanischen Konzil in der katholischen Kirche eingeführten Änderungen in Liturgie und Glaubenslehre ablehnt, und er ist Mitglied des dem Mercedarier-Orden angeschlossenen Laienvereins Compagnia di Santa Maria della Mercede.

### Parteizugehörigkeiten
Bis zum Jahr 2007 war Stadler Mitglied der Freiheitlichen Partei Österreichs (FPÖ). Anschließend wechselte er zum Bündnis Zukunft Österreich (BZÖ), auf dessen einzigem Mandat er nach der Europawahl 2009 Mitglied des Europäischen Parlaments wurde. Nachdem er mit Wirkung des 3. Oktobers 2013 auf Grund „parteischädigenden Verhaltens“ aus dem BZÖ ausgeschlossen worden war, gründete Stadler die rechtskonservative Partei Die Reformkonservativen (REKOS). Unter der Wahlbezeichnung Die Reformkonservativen – Liste Ewald Stadler verpasste sie mit Spitzenkandidat Stadler bei der Europawahl 2014 den Einzug in das EU-Parlament. Von April 2014 bis 2015 war er Mitglied der Europapartei Bewegung für ein Europa der Freiheit und der Demokratie.

### Politische Karriere
Ewald Stadler war zwischen 1985 und 1996 Gemeindevertreter in Mäder sowie zwischen 1990 und 1994 Mitglied des Gemeindevorstands. Von 1989 bis 1994 gehörte er dem Vorarlberger Landtag an, wo er von 1991 bis 1994 Obmann des FPÖ-Landtagsklubs war, und hatte während seiner aktiven Zeit in der Vorarlberger Landespolitik die Funktion des Landesparteivorstandes der FPÖ Vorarlberg inne. Stadler wechselte am 7. November 1994 für die FPÖ über den Wahlkreis 3 (Vorarlberg) in den Nationalrat, dem er bis zum 28. April 1999 angehörte. Zudem war er Mitglied des Bundesparteivorstandes der FPÖ. Mit seinem Wechsel nach Niederösterreich wurde Stadler 1998 Landesparteiobmann-Stellvertreter der FPÖ Niederösterreich und war zwischen 1999 und 2001 Landesrat in Niederösterreich. Er wurde zwar zum sogenannten „deutschnationalen Flügel“ der FPÖ gerechnet, galt aber auch als Proponent für zuvor eher seltene konservativ-katholische Ansichten in seiner Partei.
Ab 1. Juli 2001 war er als Volksanwalt auf Bundesebene für Handel und Gewerbe, Landesverteidigung, Unterricht und Kultur, Polizei und Justizverwaltung zuständig. Am 8. Mai 2002, dem Jahrestag der Kapitulation der deutschen Wehrmacht, veranstaltete der Wiener Korporationsring das alljährliche Totengedenken mit Kranzniederlegung am Grabmal des unbekannten Soldaten im Äußeren Burgtor auf dem Wiener Heldenplatz. Redner war in diesem Jahr auch Ewald Stadler, der sich für einen „enttabuisierten Umgang mit unserer Geschichte“ aussprach und den wegen Volksverhetzung in Deutschland verurteilten Horst Mahler als Beispiel für diesen Umgang nannte, „der dafür auch entsprechend verfolgt wird“.
In einer Rede im November 2005 meldete sich Stadler – mit Bezug auf die Unruhen in Frankreich – gegen „multikulturelle Träumereien“ zu Wort und kommentierte die zugesprochene EU-Finanzhilfe sarkastisch mit dem Satz: „Vielleicht sollten wir auch Autos und Kindergärten anzünden, dann kommt das Geld.“ Kritik zog auch Stadlers Äußerung nach sich, in der er homosexuelle Partnerschaften als pervers klassifizierte (Zitat: „homosexuelle und andere perverse Partnerschaften“). Damit setzte er auch neuerlich eine Debatte über die verfassungsmäßig garantierte Unabsetzbarkeit von Volksanwälten in Gang. Im September 2006 vertrat Stadler in einem Vortrag vor dem Initiativkreis katholischer Laien und Priester in Wien, Niederösterreich und Burgenland einem Bericht von kreuz.net zufolge die Ansicht, dass „die EU das wichtigste Instrument der freimaurerischen Politik“ sei. Gegenwärtig seien die „Maurer […] damit beschäftigt, eine Zivilreligion mit dem Holocaust als Zentrum aufzubauen“. Nach Stadler stehe „die freimaurerische Weltverschwörung hinter Revolutionen und Umstürzen, alle Staaten“ würden „versuche[n], sie unter ihre ‚Kontrolle‘ zu bringen.“ Auch in der österreichischen Innenpolitik würden „natürlich […] die ‚Maurer‘ auch kräftig in der Innenpolitik mit[mischen]: Zwar sei von den Spitzenkandidaten ‚nur der Vorsitzende der Grünen, der russischstämmige Alexander Van der Bellen, ein Logenmitglied‘, jedoch pflege etwa Bundeskanzler Schüssel ‚ein Naheverhältnis zur Loge‘.“
Am 30. Oktober 2006 zog Stadler für die FPÖ in den Nationalrat ein. Zugleich trat er als Volksanwalt zurück. Als sein Nachfolger für den Rest der Funktionsperiode (bis 30. Juni 2007) wurde Hilmar Kabas bestimmt. Stadler war im Nationalrat zwischen dem 30. Oktober 2006 und dem 6. März 2007 Obmann-Stellvertreter des Freiheitlichen Parlamentsklubs. Zudem leitete Stadler ab dem Sommer 2004 die „Freiheitliche Akademie“ und war somit maßgeblich für die Ausbildung der FPÖ-Funktionäre zuständig. Die Parteiakademie verlor jedoch im Dezember 2006 durch eine grundlegende Umorganisation erheblich an Bedeutung, als die FPÖ-Spitze rund um Heinz-Christian Strache die Gründung eines neuen „Bildungsinstituts“ ankündigte. Dieses Bildungsinstitut sollte ab 2007 auf Wunsch der FPÖ-Spitze die öffentliche Förderungen für Parteibildungseinrichtungen anstelle der Akademie erhalten. In Zusammenhang damit sah es ein Gericht später als erwiesen an, dass Stadler am 22. Dezember 2006 Johann Gudenus, einen Vertrauten von Heinz-Christian Strache, getroffen und diesem gedroht habe, „Wehrsport“-Bilder von Heinz-Christian Strache in Militäruniform zu veröffentlichen, sollte dieser nicht umgehend Fördermittel für die Freiheitliche Akademie, der Stadler vorstand, lukrieren. Besagte Fotos landeten im Jänner 2007 in den Medien – ebenso wie Fotos, die Stadler bei rituellen Handlungen des katholisch-konservativen Mercedarier-Ordens zeigen. Aufgrund dieser Begebenheiten wurde Stadler am 18. Juni 2014 in erster Instanz zu einer bedingten Haftstrafe von 14 Monaten wegen Nötigung und falscher Zeugenaussage verurteilt. Am 23. Oktober 2015 wurde das Urteil durch das Oberlandesgericht Wien in rechtlicher Hinsicht vollinhaltlich bestätigt. Stadler wurde damit, im Hinblick auf die lange Verfahrensdauer, zu 12 Monaten bedingter Haft rechtskräftig verurteilt.
Nach Differenzen mit der FPÖ-Führung trat Stadler am 7. März 2007 aus der FPÖ aus, gehörte jedoch bis zum 20. August 2008 dem freiheitlichen Parlamentsklub an. Am 16. August 2008 gab Stadler bekannt, für das BZÖ bei der Nationalratswahl 2008 anzutreten. Er wollte aber weiterhin ein freier Mandatar bleiben. Vom 28. Oktober 2008 bis zum 6. Dezember 2011 saß Stadler daher als Vertreter des BZÖ erneut im Nationalrat, zudem war er Obmann-Stellvertreter des Parlamentsklubs des BZÖ.
Am 3. April 2009 wurde Stadler mit 97,7 Prozent zum neuen Parteiobmann des BZÖ Niederösterreich gewählt. Er folgte damit Christine Döttelmayer nach, die ihr Amt Ende Februar 2009 zurückgelegt hatte.
Stadler trat bei der Wahl zum EU-Parlament am 7. Juni 2009 als Spitzenkandidat für das BZÖ an. Während des Wahlkampfs hat die österreichische Volksanwaltschaft gegen seine Verwendung des Begriffs „Volksanwalt“ für Parteiwerbezwecke („Unser Volksanwalt in Brüssel“, „Post vom Volksanwalt“) geklagt und ihn mittels einstweiliger Verfügung zur Beendigung dieser Werbelinie veranlasst. Durch die Erhöhung der Abgeordnetenanzahl gemäß dem Lissabon-Vertrag wurde er am 11. Dezember 2011 im Nachrückverfahren Mitglied des europäischen Parlaments.
Im Zuge eines Streits um die Ausrichtung der Partei wurde Stadler mit Wirkung des 3. Oktobers 2013 auf Grund „parteischädigenden Verhaltens“ aus dem BZÖ ausgeschlossen. Daraufhin gründete er mit Unterstützung von Rudolf Gehring (Christliche Partei Österreichs – CPÖ) die rechtskonservative Partei Die Reformkonservativen (REKOS). Bei der Europawahl 2014 scheiterte Stadlers Einzug ins Europaparlament.
Beim Referendum über den Status der Krim im Zuge der völkerrechtswidrigen Annexion der Krim 2014 war Stadler als „inoffizieller Wahlbeobachter“ anwesend und lobte die Durchführung der Wahl.
Stadler wurde Anfang November 2014 von der Ukraine zur unerwünschten Person erklärt, nachdem er in Donezk als Vertreter einer unbekannten Assoziation für Sicherheit und Zusammenarbeit in Europa aufgetreten war, um die Wahlen in der Volksrepublik Donezk abzusegnen.
Innenpolitisch war Stadler mit dem Aufbau der christlich-konservativen Partei REKOS beschäftigt. Er beabsichtigte, dass sie bei der Nationalratswahl 2017 antreten solle, was aber nicht erfolgreich war. Im Februar 2015 wurde Stadler Rechtsberater des Wiener Ablegers der Pegida-Bewegung.